# Obergartzem
Obergartzem is een plaats in de Duitse gemeente Mechernich, deelstaat Noordrijn-Westfalen, en telt 1270 inwoners.